# Gilbern Invader

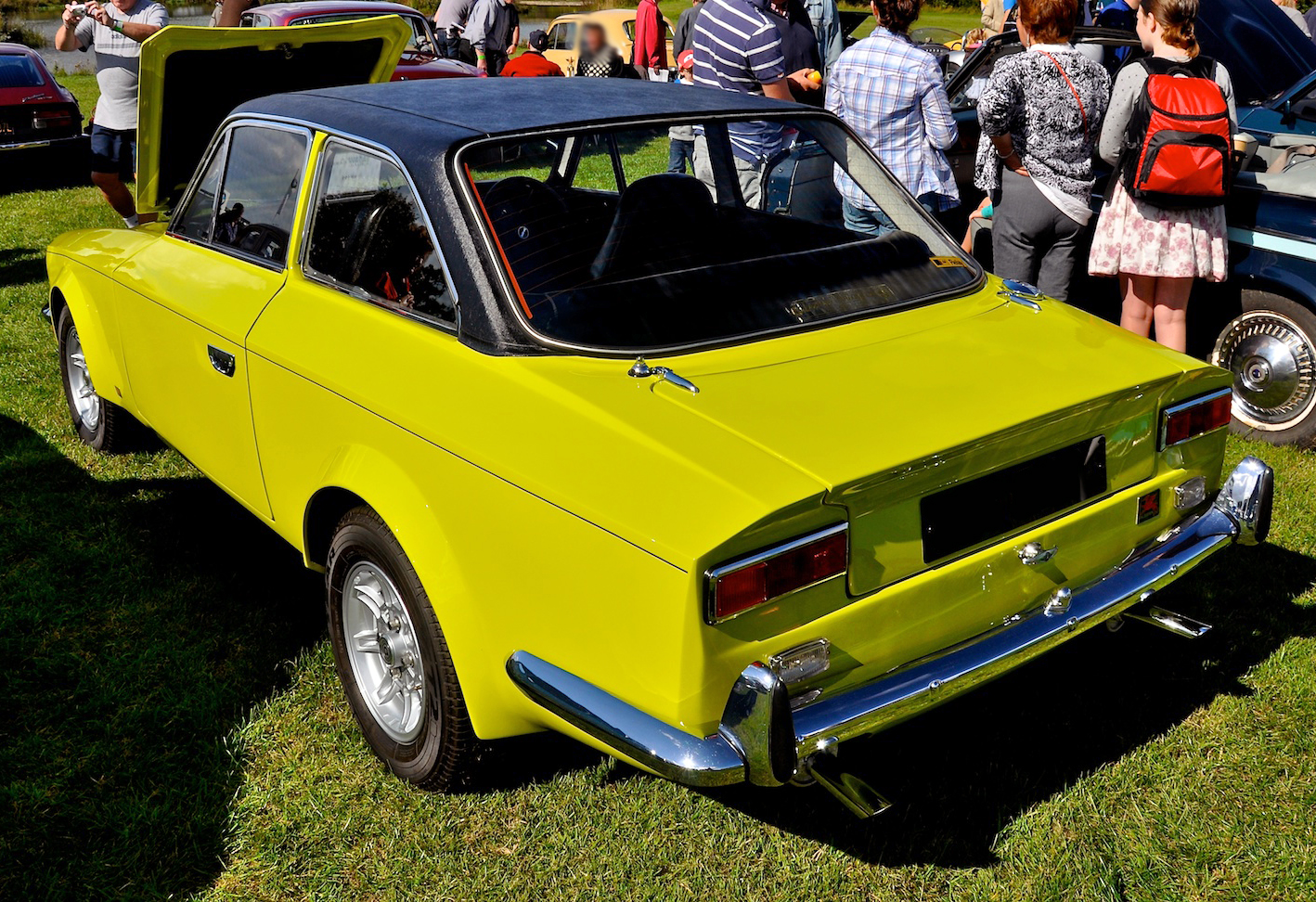
Mark III

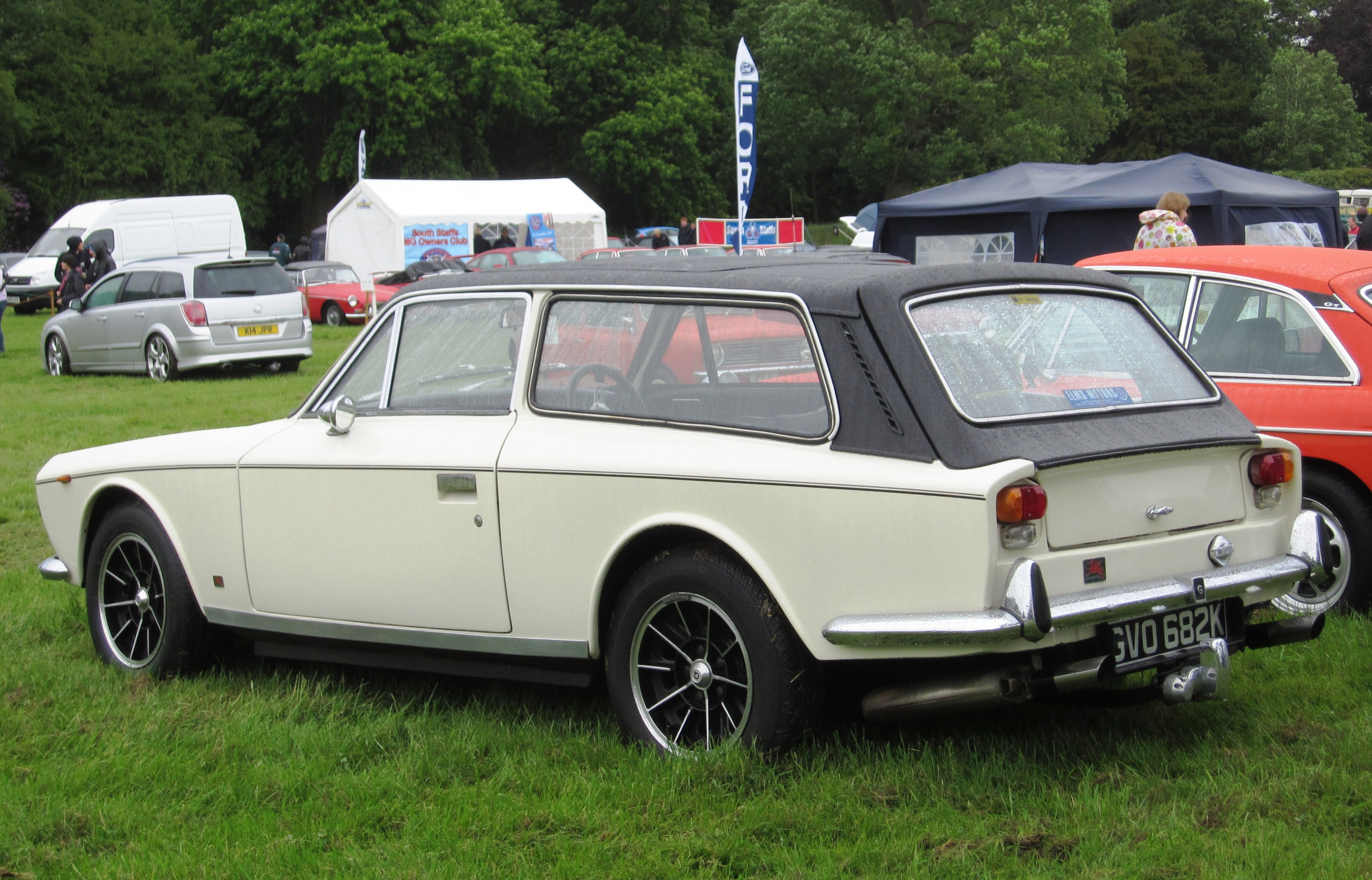
Shooting Brake Invader Estate

Der Gilbern Invader war das dritte und letzte Pkw-Modell des britischen Herstellers Gilbern.

## Beschreibung
Der Invader als Nachfolger des Gilbern Genie wurde im Juli 1969 eingeführt. Er basierte auf dem Genie, hatte aber ein verbessertes Fahrgestell und größere Bremsen. Die Vorderachsaufhängung kam nun vom MGC und das Fahrgestell wurde verstärkt. Mit dem Invader, der zum Beispiel elektrische Fensterheber und ein Armaturenbrett mit Walnussfurnier zu bieten hatte, erschloss Gilbern das Marktsegment luxuriöser Fahrzeuge. Er war als fertig montiertes Auto erhältlich und ab 1970 gab es den Shooting Brake Gilbern Estate. Die Kunden konnten zwischen Getriebeautomatik und Schaltgetriebe mit Overdrive wählen. 1971 gab es eine überarbeitete Mark-II-Version.
Im September 1972 erschien die. Mark-III-Version mit der Vorderradaufhängung des Ford Cortina und stilistischen Veränderungen an Front und Heck. Der Motor war eine getunte Version des Ford-Capri-3000-GT-Motors. Die Karosserie wurde in einer neuen Form laminiert und war breiter und niedriger als die des Vorgängers. Wegen der breiteren Spur mussten die Kotflügel verbreitert werden. Die hintere Starrachse hing an gezogenen Längslenkern und einem Panhardstab. Einstellbare Stoßdämpfer waren an allen vier Rädern montiert.
Diese Ausführung gab es 1972 nur fertig montiert für £ 2.693. In vier Jahren entstanden insgesamt 603 Stück.
Bei einem Radstand von 2356 mm war das Fahrzeug 4039 mm lang, 1651 mm breit und 1295 mm hoch. Das Leergewicht war mit 1118 kg angegeben.

## Motoren
| Hersteller | Bauart | Hubraum  | Leistung         |
| ---------- | ------ | -------- | ---------------- |
| Ford       | 6 V    | 2994 cm³ | 141 bhp (104 kW) |